# Epanthidium inerme
Epanthidium inerme är en biart som först beskrevs av Heinrich Friese 1908.  Epanthidium inerme ingår i släktet Epanthidium och familjen buksamlarbin. Inga underarter finns listade i Catalogue of Life.